# Allerheiligen (Dittelsheim)

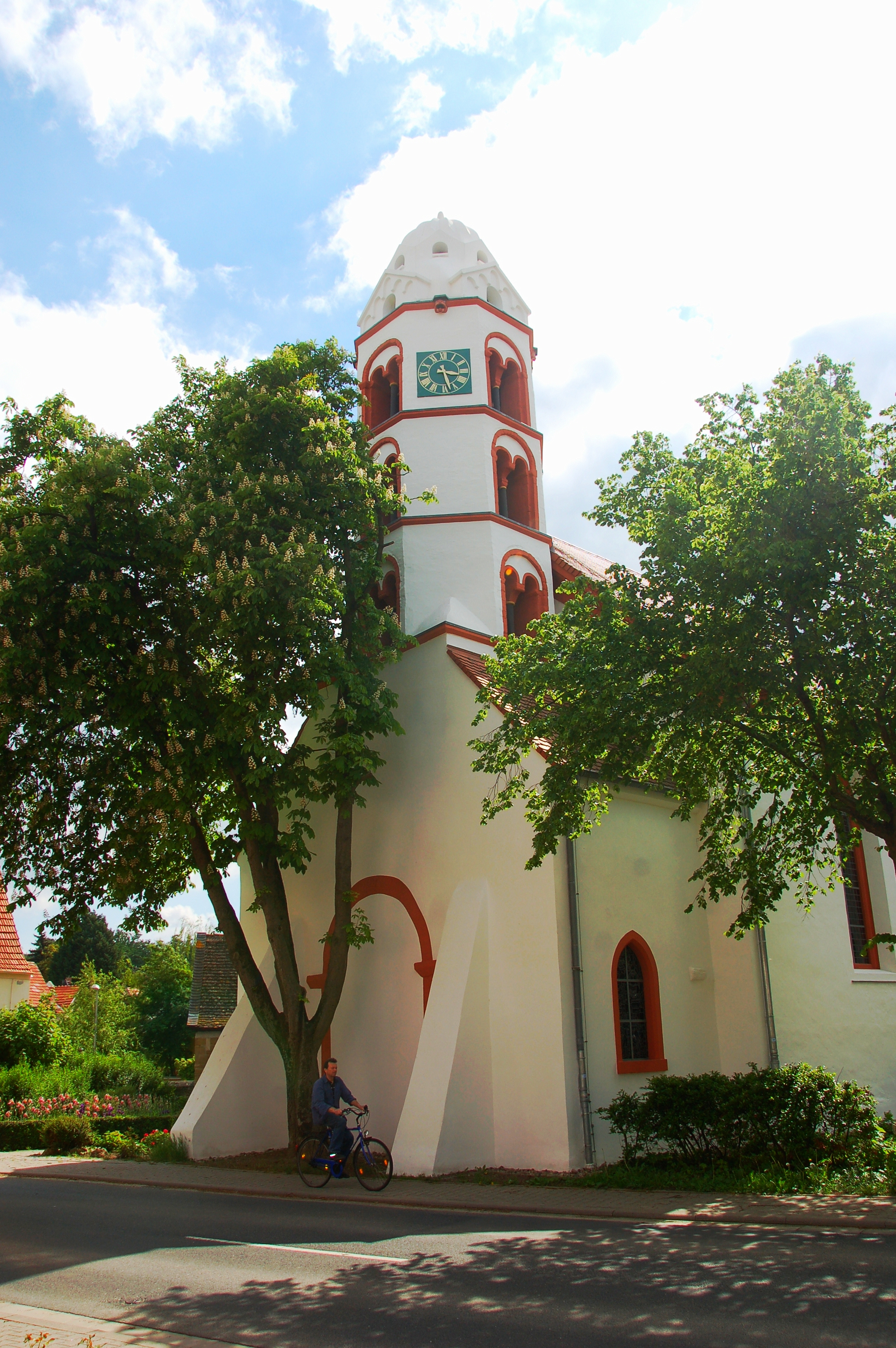

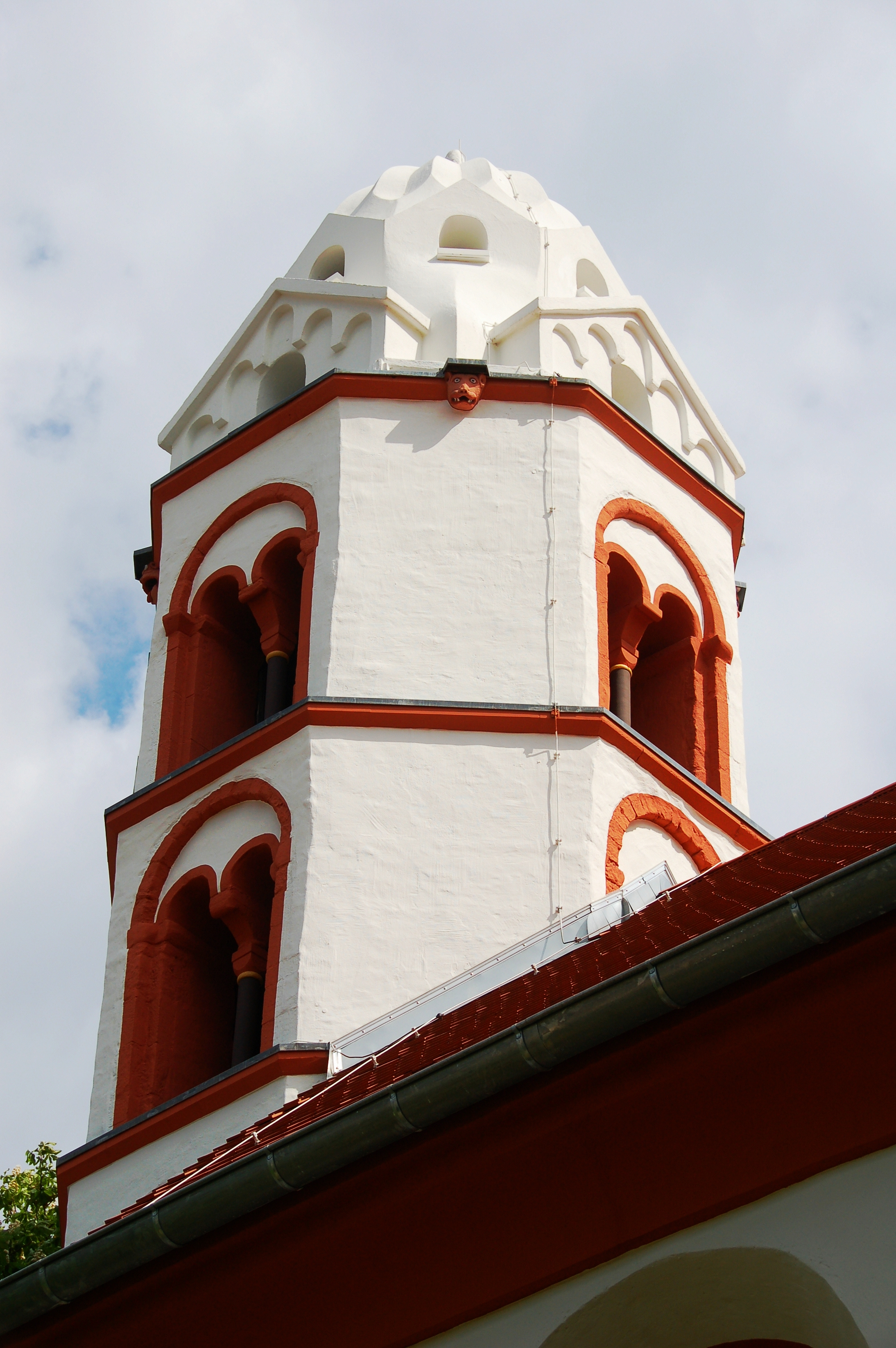

Die evangelische Pfarrkirche, ehemals Allerheiligen, befindet sich im Ortsteil Dittelsheim von Dittelsheim-Heßloch im Landkreis Alzey-Worms. Sie ist in der Denkmalliste des Landes Rheinland-Pfalz als Kulturdenkmal, siehe auch Liste der Kulturdenkmäler in Dittelsheim-Heßloch, enthalten.

## Bauwerk
Der Westturm gehört zu dem in der Gegend mehrfach vorkommenden Typ der sogenannten »Heidenturmkirchen von Rheinhessen« (siehe auch: St. Paul in Worms, St. Viktor in Guntersblum und St. Bonifatius in Alsheim). Der nach älterer Auffassung um 1200 errichtete romanische Chorturm im Westen ist laut Dehio-Handbuch „der schönste und entwickeltste der in der Gegend mehrfach vorkommenden Türme mit Kuppelbekrönungen nach dem Vorbild orientalischer Zentralbauten“. Dendrochronologische Untersuchungen der Bauhölzer in den oktogonalen Turmgeschossen haben gezeigt, dass diese um 1080 errichtet wurden. Hölzer im Kuppelansatz der Turmbekrönung wurden nach 1984 durchgeführte Untersuchungen auf die Zeit um 1144 datiert, Nachuntersuchungen konnten dieses Ergebnis nicht bestätigen, sondern zeigten frühere Fälldaten der Hölzer auf.
Angeblich sind maurische oder byzantinische Stileinflüsse bei diesem romanischen Turm mitbestimmend. Der Turmhelm mit dem 16-fach gefächerten Kuppeldach weise auf Beziehungen der hohenstaufischen Rheinlande zum Osten hin und gehört zu einer Gruppe ähnlicher Turmhelme in Rheinhessen. Der Name „Heidenturm“ (Sarazenenturm) nimmt Bezug auf Kreuzfahrer, die ihn erbaut haben sollen.
Über dem quadratischen Erdgeschoss, das durch seitliche Anbauten zur dreischiffigen Vorhalle erweitert ist, befinden sich drei sich verjüngende Achteckgeschosse, jedes mit vier gekuppelten Schallarkaden, darin Säulchen mit Würfelkapitellen; Bekrönung aus vier durchfensterten Giebeln und einem ebenfalls allseitig durchfensterten kurzen Achteck mit sechzehnteiliger Faltkuppel. Das Erdgeschoss innen (spätestens seit den 1970er Jahren eine Taufkapelle) durch gequaderte Rundbogenarkaden geteilt und durch eine Gruppe von drei ebensolchen Arkaden zu dem einschiffigen barocken Langhaus geöffnet; die ursprünglichen Zugänge im Westen vermauert. Im Schiff einheitliche Ausstattung um 1730. Die gegen 1790 von Friedrich Carl Stumm geschaffene Orgel besitzt seit 1931 ein neues Werk.
Die Kirche selbst wurde 1729/30 abgebrochen und durch einen barocken Saalbau 1730 ersetzt, nur die Vorhalle und der Turm blieben erhalten.
Die Kirchengemeinde gehört zum Dekanat Worms-Wonnegau in der Propstei Rheinhessen-Nassauer Land der Evangelischen Kirche in Hessen und Nassau.